# La Carolina (Santa Fe)
La Carolina es una localidad del Gran Rosario constituida por un paraje rural (en Piñero) y un barrio residencial (en Alvear) ubicado sobre el kilómetro 6 de la Ruta Provincial 18. Está a 15 km del centro de Rosario. 
Su nombre fue debido a su proximidad con la antigua estación de ferrocarril que está ubicada en el paraje. Se suele nombrar informalmente a ``La Carolina´´ a todo el conjunto de barrios, loteos y asentamientos que está sobre la Ruta 18 entre el Arroyo Saladillo y la Ruta Nacional A012.

## Historia
En 1908 Compañía General de Ferrocarriles en la Provincia de Buenos Aires funda la Estación La Carolina. En ese entonces el gobernador de la Provincia de Santa Fe, Pedro Antonio Echagüe autoriza la construcción del nuevo pueblo, en su ramal al puerto de Rosario. Si bien se trazaron los planos nunca pudo ejecutarse debido a gran humedal del Arroyo Saladillo que causaba inundaciones. 
Varias décadas después, con la división de distritos, la vieja estación termina en la comuna de Piñero. En 1948 el ramal pasa a manos del estado y se convierte en parte del Ferrocarril general belgrano
. A fines del siglo XX comienza a ser intrusada la estación y toda su parcela, así es que, alejada a más de 10 km del núcleo urbano del pueblo se convierte en un paraje rural y se construye una escuela primaria. 
La Ruta 18, que está a unos cientos de metros, hizo que importantes inversores y empresas inmobiliarias apostaran a nuevos desarrollos urbanísticos a las afueras de Rosario. Así se traza el nuevo plano urbano de la localidad, clasificado como ´´barrio´, ya que no posee comisión de autonomía ni cumple ninguno de sus requisitos para ser pueblo. 
El paraje sigue poblado hasta el día de hoy, ubicado del lado oeste de la Ruta que divide Alvear y Piñero, perteneciendo a este mismo, mientras que el barrio está del lado oeste. Sin embargo, local y culturalmente, a toda el área se lo sigue llamando La Carolina.

## Población
Cuenta con unos 2.000 habitantes.